# Port Everglades
Der Seehafen Port Everglades in Broward County, Florida ist einer der größten Containerhäfen an der Ostküste der Vereinigten Staaten und ein bedeutender Basishafen der Kreuzfahrtindustrie.
Port Everglades liegt an der Südostküste Floridas und wird von den Städten Fort Lauderdale, Hollywood und Dania Beach eingerahmt. Im größeren Maßstab ist es rund 37 Kilometer nördlich von Miami, 77 Kilometer südlich von West Palm Beach beziehungsweise 500 Kilometer südlich von Jacksonville. Das Hafengebiet hat eine Ausdehnung von knapp neun Quadratkilometern, von denen etwa drei Viertel auf dem Gebiet der Stadt Hollywood liegen. Port Everglades ist kein Bestandteil der Florida Everglades.
Port Everglades war ursprünglich als Lake Mabel bekannt und entwickelte sich seit der Inbetriebnahme des Tiefwasserhafens im Jahr 1928 zu einem bedeutenden Wirtschaftszentrum in Süd-Florida. Jährlich laufen über 5000 Schiffe den Hafen an und schlagen mehr als 23 Millionen Tonnen Ladung (vor allem Container, flüssige und feste Massengüter) um.
Auch Kreuzfahrtschiffe laufen den Hafen an.
Im Hafen gibt es auch eine Basis der US Navy.